# Třída T 42
Třída T 42 byla třída torpédových člunů švédského námořnictva. Celkem bylo postaveno 15 jednotek této třídy. Všechny již byly ze služby vyřazeny.

## Stavba

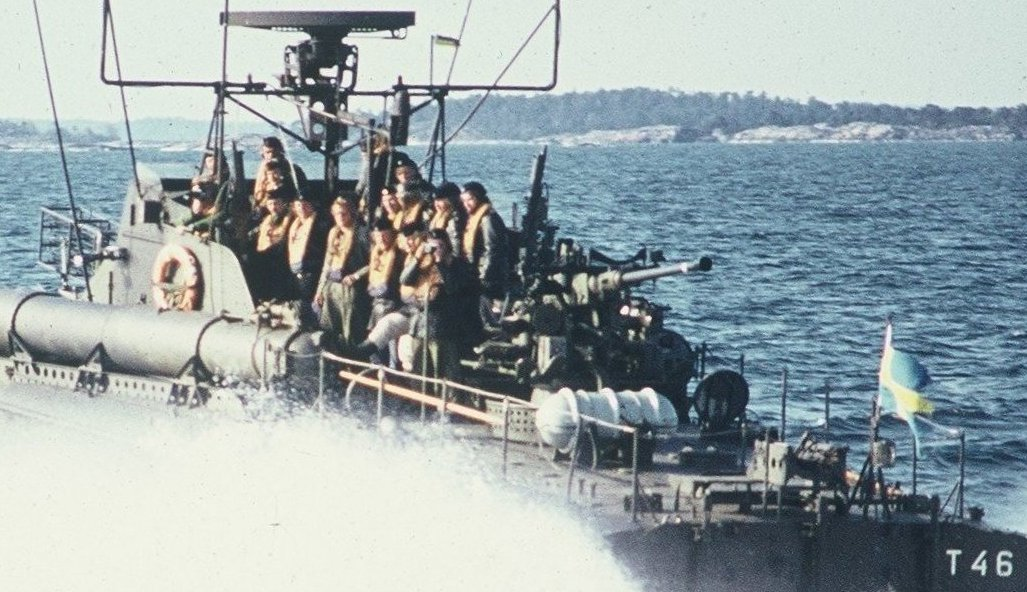
T 46

V letech 1955-1957 bylo do služby přijato celkem 15 jednotek této třídy, pojmenovaných T42 až T56.

## Konstrukce
Výzbroj tvořil jeden 40mm kanón a dva 533mm torpédomety. Pohonný systém tvořily tři benzinové motory o výkonu 4500 bhp. Nejvyšší rychlost dosahovala 45 uzlů.